# Movimiento tolstoiano

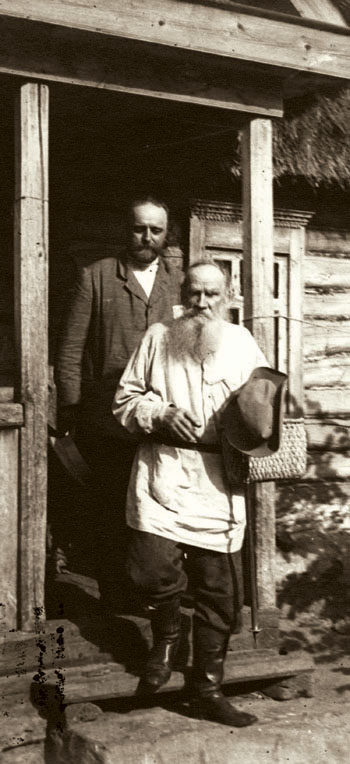
Vladímir Chertkov con León Tolstói.

El movimiento tolstoiano es un movimiento social basado en los puntos de vista filosóficos y religiosos del novelista anarquista ruso León Tolstói.

## Filosofía, no doctrina
Mucha de esta filosofía está conformada por su estudio del Ministerio de Jesús, particularmente del Sermón del monte y Tolstói se felicita porque grupos de personas estén de acuerdo no solo en Rusia, sino también en otras partes de Europa, con sus puntos de vista, sin embargo, considera un error creer en ello como una doctrina y en él con fe, pidiendo a cada persona escuchar a su conciencia.
Respondiendo a una carta escrita por un seguidor, escribe:

To speak of "Tolstoyism," to seek guidance, to inquire about my solution of questions, is a great and gross error. There has not been, nor is there any "teaching" of mine. There exists only the one eternal universal teaching of the Truth, which for me, for us, is especially clearly expressed in the Gospels...I advised this young lady to live not by my conscience, as she wished, but by her own.

Trad.:

Hablar de "tolstoísmo," para buscar una guía, para preguntar acerca de mi solución a los problemas, es un gran y grave error. No ha habido, ni hay ninguna "enseñanza" mía. Solo existe la eterna enseñanza universal de la Verdad, que para mí, para nosotros, está especialmente expresada claramente en el Evangelio ... Yo le aconsejé a esta joven a no vivir por mi conciencia, como ella quería, sino por la suya propia.

## Creencias y prácticas
Los tolstoianos (en ruso: Толстовцы, Tolstovtsy) se identifican a sí mismos como cristianos, pero no como pertenecientes a una iglesia institucionalizada. Tolstói fue un gran crítico de la iglesia ortodoxa rusa, lo que llevó a su excomunión en 1901. En general se tiende a focalizar más en las enseñanzas de Jesús que en sus milagros o aspectos de divinidad.
Comenzó siendo un movimiento religioso-utópico que surgió alrededor de 1880, siguiendo las ideas de Lev Tolstói, gran admirador de Rosseau. Proponía una transformación de la sociedad mediante el perfeccionamiento moral y religioso y << Responder al mal rechazando la violencia>>
Los seguidores de esta filosofía llevan una vida sencilla, ascética y simple, vegetariana, no fumadora, sin alcohol y en casos concretos practican el celibato. Se consideran cristianos pacifistas y abogan por la no resistencia en cualquier circunstancia.
Tolstói entendía que un cristiano estaba definido por el Sermón del Monte, resumido en cinco proposiciones simples:
1. Amar a tus enemigos
2. No cultivar el enfado
3. No luchar contra el mal con mal, sino devolver mal con bien (poner la otra mejilla)
4. Evitar la lujuria
5. No realizar juramentos.[5]

No apoya ni participa en gobiernos, a los que considera inmorales, violentos y corruptos. Rechazaba el Estado (ya que existe sobre la base de la fuerza física contra las personas) y las instituciones que derivan de él (policía, leyes, jueces y fuerza militar), de forma que aparece como lo que hoy se llama cristiano anarquista. Históricamente, las ideas de Tolstói han tenido influencia en el pensamiento anarquista, especialmente en el anarquismo pacifista.